# 坂崎幸之助のオールナイトニッポン
坂崎幸之助のオールナイトニッポンはニッポン放送の人気深夜放送オールナイトニッポンでTHE ALFEEの坂崎幸之助がパーソナリティを担当したラジオ番組。

## 放送時間
- 1980年4月～1981年9月　火曜2部 深夜27:00-29:00
- 1982年4月～1983年3月　火曜1部 深夜25:00-27:00
- 2004年3月31日～9月22日　水曜1部 深夜25:00-27:00

## コーナー
- どうもすいませんコーナー
  - リスナーからの怒りのはがきを読み、坂崎が林家三平の真似をして「どうもすいません」と謝る[1]。
- 桜井の父コーナー
  - 同じALFEEの桜井賢の父をネタにしたものを紹介。『所ジョージのオールナイトニッポン』の同名タイトルのコーナーを引き継いだ[1]。
- 質問コーナー
- 恋人になりたい情報
- 替え歌コーナー
- モーニングコール
  - 火曜2部時代、「この早朝から準備や仕事で起きている人もいるだろう」として、そのような人たちと電話をつないで話をするコーナー。このコーナーの第1回目に出演したのは、ちょうど『ズームイン!!朝!』（日本テレビ）の準備をしていた徳光和夫（当時同局アナウンサー）だった[1]。
- 特集コーナー[2]

## 登場したゲスト
- なぎら健壱
- 高田渡
- 加藤和彦
- kayoko
- 加山雄三
- ばんばひろふみ
- 泉谷しげる
- 石川よしひろ
- THE ALFEE
- 忌野清志郎
- 所ジョージ
- 山口智充
- チューリップ
- 稲川淳二など

## 補足
- 1984年4月4日から1985年3月27日まで『アルフィーのオールナイトニッポン』が水曜1部にて放送されていた。
- 1980年～1981年の火曜2部担当の当時は、ニッポン放送において『坂崎幸之助のほとんど冗談!』のパーソナリティも兼任していた。
- 後に歌手・シンガーソングライターとしてデビューする池田幸司が、はがきや自分の歌を録音したデモテープをこの番組宛に送り続け、まずこの番組中で有名になる[3]。この番組ではアルフィーのミキサーの鈴木千春の名を借りて「岡山の千春」を名乗って投稿していた[3][4]。この番組がきっかけでそのユニークさと熱意、音楽的志向の強さにアルフィーのスタッフが強く反応し、アルフィーの他のメンバーやスタッフらファミリーに紹介される[3][5]。1983年3月には坂崎から池田に向けて直接「上京したら番組に出してあげよう」とメッセージを発し、早速その翌週に上京した池田は本番組に出演した[4]。